# Saint-Jean-de-Thurigneux
Saint-Jean-de-Thurigneux ist eine französische Gemeinde mit 850 Einwohnern (Stand: 1. Januar 2022) im Département Ain in der Region Auvergne-Rhône-Alpes. Sie gehört zum Kanton Villars-les-Dombes im Arrondissement Bourg-en-Bresse und ist Mitglied im Gemeindeverband Dombes Saône Vallée.
Die Einwohner werden Thurignaciens genannt.

## Geografie
Die Gemeinde Saint-Jean-de-Thurigneux befindet sich 22 Kilometer nordnordöstlich von Lyon im Südwesten der Seenlandschaft der Dombes. Das Gemeindegebiet wird vom Bach Morbier durchquert.

### Nachbargemeinden
Umgeben wird Saint-Jean-de-Thurigneux von den Nachbargemeinden Ambérieux-en-Dombes im Norden, Monthieux im Osten, Civrieux im Süden, Reyrieux im Südwesten sowie Rancé im Westen.

## Bevölkerungsentwicklung
| Jahr                       | 1962 | 1968 | 1975 | 1982 | 1990 | 1999 | 2006 | 2016 | 2021 |
| Einwohner                  | 260  | 240  | 273  | 329  | 504  | 554  | 584  | 773  | 829  |
| Quellen: Cassini und INSEE |      |      |      |      |      |      |      |      |      |

## Sehenswürdigkeiten

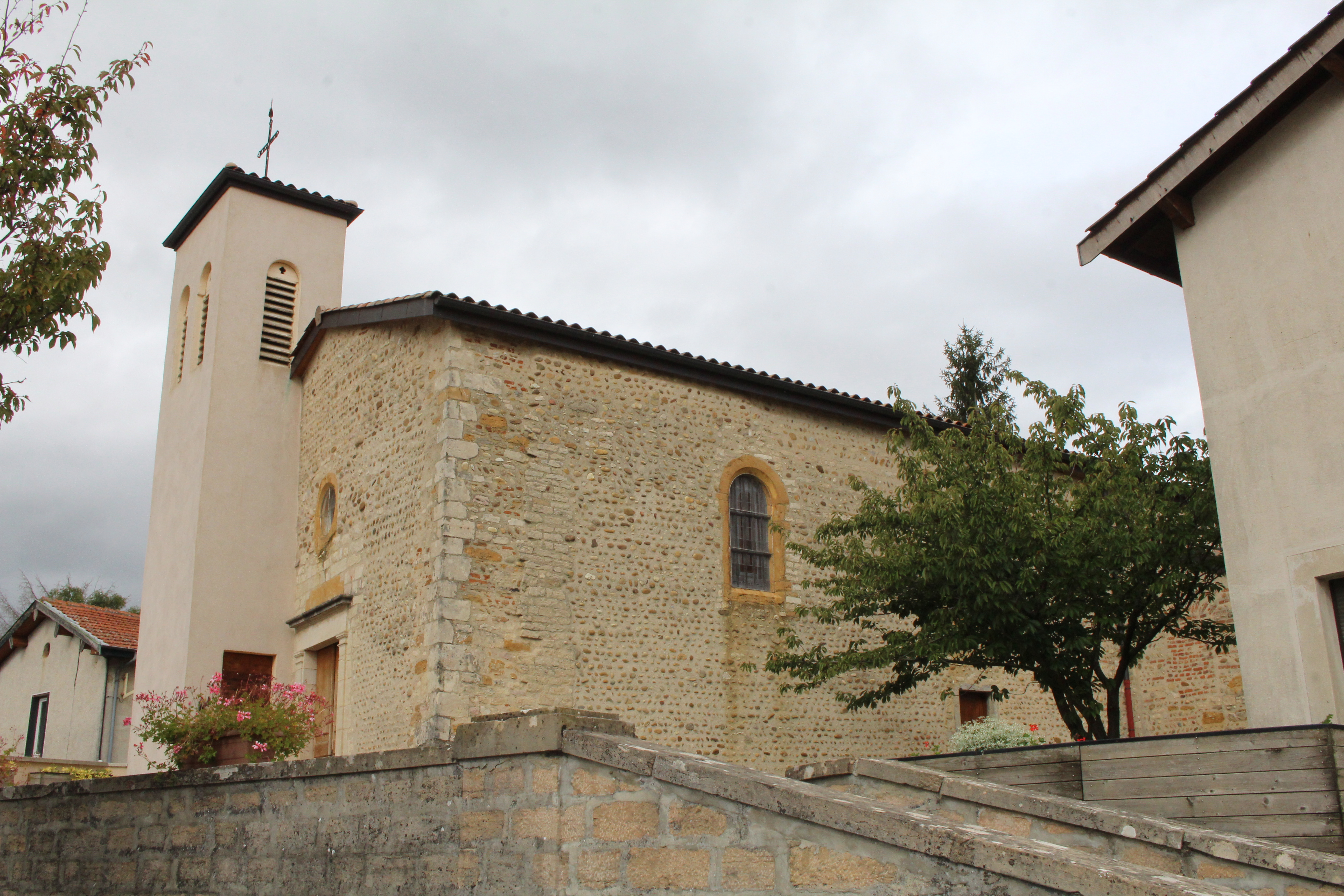
Kirche Saint-Christophe
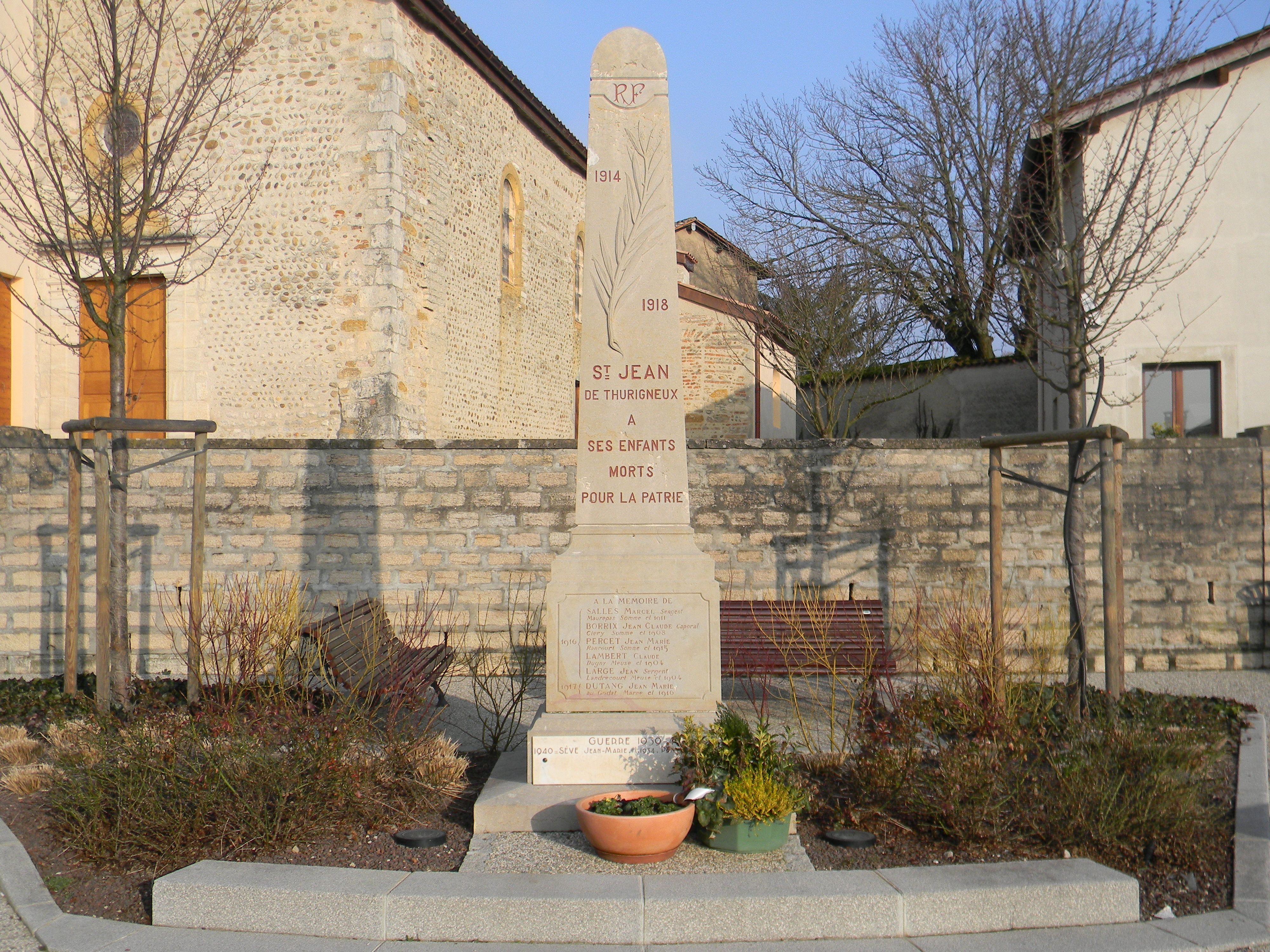
Reste der Burg Arcieux

- Kirche Saint-Christophe
- Gefallenendenkmal